# 奥列尼山脉
奥列尼山脉（俄语：Хребет Олений）是新知岛的山脉，属萨哈林州库里尔斯克区，最高点三子山海拔616米。东北接三日月山的山脊，西南连新知富士。